# Brémoncourt
Brémoncourt é uma comuna francesa na região administrativa de Grande Leste, no departamento de Meurthe-et-Moselle. Estende-se por uma área de 5,24 km². Em 2010 a comuna tinha 170 habitantes (densidade: 32,4 hab./km²).